# ستيوارت سوندرز سميث
ستيوارت سوندرز سميث (بالإنجليزية: Stuart Saunders Smith)‏ هو فنان إيقاعي وملحن أمريكي، ولد في 16 مارس 1948.

## وصلات خارجية
- ستيوارت سوندرز سميث على موقع ميوزك برينز (الإنجليزية)
- ستيوارت سوندرز سميث على موقع ديسكوغز (الإنجليزية)